# 埃弗森 (华盛顿州)
埃弗森（英文：Everson），是美国华盛顿州霍特科姆县下属的一座城市。根据 2000年美国人口普查，该市有人口2,035人。根据2010年美国人口普查，该市有人口2,481人。而2011年估计该市有2,513人。